# Rødkit
Rødkit er en betegnelse for en blanding af mikroorganismer i form af gær- og skimmelsvampe, der smøres udenpå oste, når disse er blevet vaskede og eventuelt saltede for derved at lave kitoste. Derved startes en modningsproces "udefra" (i tillæg til den indefra kommende modningsproces, som de i den lunede og evt. pasteuriserede mælk irørte mælkesyrebakteriearter m.fl. sørger for).
Oste, som er behandlet med rødkit, kaldes rødkitoste. Det kan være faste skæreoste såvel som bløde skimmeloste. Munster, Pont-l'Evêge, Limburger samt Taleggio er eksempler på rødoste, der behandles med blandinger af candida, debaryomyces, geotrichum samt bakterier af familien Brevibacterium. Brevibactrium linens og Brevibacterium casei er med til at give ostene den karakteristiske røde farve.

## Historie
I tidligere tider fik disse kulturer af mikroorganismer naturligt grobund uden på ostene, når de lå og modnedes. 
Ostene vil helt uberørte blive overbegroede med mug, hvilket man som i dag undgik ved at passe dem med afvasking i vand – evt. saltvand. Blanding af gærsvampe og Brevibacterium fik derved gode betingelser. Den masse, som disse udgjorde, kaldtes "ostekit" og var med til at give smag, farve og andre karakterer ved ostene.
For at bevare den på mejeriet opståede stamme af bakteriekultur, vaskede man først de ældste oste – dernæst de yngre i samme vand. Uheldigvis blev af og til også andre mikroorganismer videreført på samme måde – bl.a. listeriearter, hvoraf listeria monocytogenes kan give alvorlige infektioner hos mennesker – i værste fald dødbringende.
I dag anvender man derfor kontrolleret materiale – rødkit med kendte bakteriestammer, som påsmøres ostene.

## Andet brug
Betegnelsen "rød-kit" var tidligere anvendt for mønje el. mønie – især blymønje, blyperoxyd, giftigt, rustbeskyttende egenskab.